# Resident Evil 5
Resident Evil 5 (v Japonsku Biohazard 5) je již osmou částí hlavní série počítačových her Resident Evil. Hru vyvinula japonská společnost Capcom pro PlayStation 3 a Xbox 360. Vývoj hry byl oficiálně oznámen 20. května 2005 a byla vydána 5. března 2009.

## Popis
Ovládání hry je velmi podobné Resident Evilu 4. Hlavním protagonistou je nyní Chris Redfield (Resident Evil, Resident Evil Code: Veronica (X)). Novinkou ve hře jsou vlivy prostředí na hrdinu, například, když bude Chris dlouho vystaven ostrému slunci, začne mít lehké halucinace, nebo při přechodu z prudkého světla do stinného místa budou jeho oční čočky chvíli akomodovat, než bude vůbec něco vidět. Také se zde objevuje minihra The Mercenaries, známá z předchozích dílů.
Nepřátelé se liší od zombies a ganados z předchozích dílů. Mají určitou úroveň inteligence a jsou vybaveni zbraněmi jako sekery, srpy a podobně. 
Ve hře jsou k dispozici online prvky, hlavní kampaň je možné hrát online dvěma hráči, kteří ovšem nejsou stále spolu a povětšinu hry hrají odděleně.

## Příběh
Příběh se odehrává v Kijuju v západní Africe. Chris Redfield sem přijel vyšetřit výskyt bioorganických zbraní. Hned na začátku se potká se svou novou kolegyní, Shevou Alomar, se kterou budete spolupracovat v celé hře (a po dohrání kampaně budete moci za Shevu hrát). Prvním cílem dvojce bude podpořit tým Alfa (vedený kapitánem DeChampem), který zasahuje na místě, kde bioteroristé mají obchodovat s bioorganickými zbraněmi. Když dvojce dorazí na místo, najdou zmasakrovaný tým Alfa. Kapitán DeChamp však přežil tak dlouho, aby dvojici mohl předat důležité informace. Avšak Ricardo Irvnig (bioterorista pracující pro společnost Tricell) utekl. Dvojce agentů BSAA se vydává pronásledovat tohoto padoucha. Cestou k němu je kryje Kirk ze svého vrtulníku. Jeho vrtulník však havaruje a dvojce agentů jdou nyní zachránit přeživší z havárie. Přijdou však pozdě, a na místě jdou napadeni domorodci, infikovanými parazitem Las Plagas, na motorkách. Chrise a Shevu zachrání tým Delta vedený kapitánem Joshem Stonem. Ten předá Chrisovy data s fotografiemi, na kterých je Chrisova bývala partnerka, Jill Valentine, která je údajně mrtvá. Hlavním cílem dvojce zůstává však stále stejný, najít a chytit Ricarda Irvninga. Dvojce je najde, ale Irving, za pomoci své maskované kolegyně v plášti, uteče. Proti dvojici pošle bioorganickou zbraň Popokarimu. Tohoto "obřího netopýra" se povede zabít. Chrise a Shevu přijede vyzvednout Dave, člen týmu Delta. Ten je ve svém Humvee hodí zpět na shromaždiště týmu Delta. Tým je však vyvražděn. Agenty napadne obří bioorganická zbraň zvaná Ndesu (obr z RE4). Toho agenti zabijí.
Nyní se agenti vydávají rozluštit záhadu toho, co se kolem děje. A to bez rozkazů, na vlastní pěst. Cesta je zavede před mokřady do ropné rafinérie patřící společnosti Tricell. Zde se povede opět najít Irvinga, ale ten opět utíká. Kapitán Stone, přeživší z týmu Delta, zachraňuje Chrise a Shevu těsně před tím, než celá rafinerie vybouchne. Člun s členy BSAA se však střetne s velkou lodí Ricarda Irvniga. Chris a Sheva přeskakují na palubu a Irvnig si v beznaději píchne do žil parazita (tzv. řídící plagu) a ihned zmutuje ve velké monstrum. I tak agentům podlehne. Před svou smrtí však stihne říct, že všechny otázky agenti rozluští v jeskyni. Tam se agenti vydají. Před obřadní místa Ndipajů se dostanou až do bývalé továrny korporace Umbrella, nyní sloužící společností Tricell. Zde také agenti zjistí, že Jill Valentine, která měla údajně zemřít poté, co svrhla Alberta Weskera z útesu, není mrtvá. A ani Wesker není. Ten stvořil nový vir Uroboros, se kterým chce zničit (podle něj "zachránit") svět. Agenti se utkávají se všemi nástrahami, které Wesker nastraží. Nakonec se musí utkat přímo s Weskerem na palubě velkého bombardéru, který spadne do rozžhavené sopky. Na malých ostrůvcích uprostřed probíhá poslední souboj s agenty BSAA, Chrisem Redfieldem, Shevou Alomar a záporákem Albertem Weskerem, zmutovaným pomocí viru Urobors. Na pomoc přilétá Josh Stone a Jill Valentine, kteří Chrise a Shevu vytahují. Avšak Wesker celý vrtulník popadá svým chapadlem. Wesker zemře díky Chrisovi a Shevě, kteří na něj vystřelí dvě rakety z RPG.

## Postavy

### Kladné postavy
- Chris Redfield – hlavní mužská postava hry. Bývalý člen S.T.A.R.S. agent BSAA North America
- Sheva Alomar – hlavní ženská postava hry. Agentka BSAA West Africa
- Kirk – pilot vrtulníku při zásahu v Kijuju, zemře při havárii svého stroje
- Reynard Fisher – člen BSAA West Africa v Kijuju, zemře obří sekerou obřího madžina popravčího
- Kapitán DeChamp – velitel týmu Alfa, zemře na následky zranění způsobených virem Uroboros
- Kapitán Josh Stone – velitel týmu Delta, Shevu Alomar cvičil během výcviku
- Dave – člen týmu Delta, řidič Humvee. Zabije ho Ndesu
- Jill Valentine – bývalá členka S.T.A.R.S., agentka BSAA North America, prohlášená za mrtvou

### Záporné postavy
- Albert Wesker – hlavní záporák s nadlidskými schopnostmi
- Excela Gionni – hlavní ředitelka africké pobočky Tricell, Weskerova spolupracovnice, zemře na následky infikovaní virem Uroboros
- Ricardo Irving – obchodník s bioorganickými zbraněmi. Zemře rukou agentů BSAA
- Jill Valentine (zmanipulovaná) – poté, co byla Jill prohlášená za mrtvou, byla Weskerem zmanipulována a sloužila mu.

### Nepřátelé
- Majini – obyvatelé Kijuju a domorodci Ndipajové infikovaní parazitem Las Plagas. Používají kuše, luky, sekery,…, v pozdější fázi hry používají i paralyzéry, štíty, AK74 nebo třeba RPG
- Las Plagas – tyto paraziti někdy útočí i po smrti jejich hostitele, rozlišují se na:
- Hlavonožec – tento typ Las Plagas vyleze z krku hostitele, má velkou "čepel", se kterou vám může způsobit velkou ztrátu zdraví
- Chapadla – ani nevím, proč se to v českém překladu tak jmenuje, když tomu to podobné není. Po smrti hostitele to utrhne téměř celou horní polovinu těla. Vám se to pokouší ukousnout hlavu
- Kikepeo – jediný parazit, který po smrti hostitele opouští tělo. Létá a útočí ze vzduchu
- Majini s motorovkou – infikovaný parazitem Las Plagas, držící motorovou pilu. Během hry na vás zaútočí hned několikrát (objeví se jen v kapitolách 1-2 kde je 1. mačkačka a 2-1 kde sedíte v autě)
- Popokarimu – bioorganická zbraň vypadající jako netopýr, ze zadní části těla může střílet jakési "pavučiny"
- Ndesu – obří bioorganická zbraň, která způsobila masakr týmu Delta. Objevuje se už v RE4 (tento nepřítel na profesilnálu skoro neporazitelný)
- Buikičva – vypadá, jako jakýsi pavouk, který skočí člověku na obličej a tím se ho snaží dezorientovat
- Lízač (Licker) – slepý tvor s dobrým sluchem a dlouhým jazykem. Kdo viděl RE: Apokalypsa, tak tomu napovím, že je to ta stvůra z kostela
- U8 – bioorganická zbraň, vypadající, jako velký krab. Má silný krunýř, který nelze prostřelit ani protitankovou zbraní. Ze zadní části těla vypouští jakési věci, které na vás útočí ze vzduchu. Je stvořen virem Uroboros
- Trhač – další bioorganická zbraň na bázi viru Uroboros. Tento typ vypadá jako přerostlá kudlanka. Zabije vás napoprvé.
- Uroboros – uroboros je vir na bázi původního viru. Ve hře se s virem Uroboros utkáte hned několikrát.